# Pawieł Winogradow (polityk)
Pawieł Michajłowicz Winogradow (ros. Павел Михайлович Виноградов, ur. 1889, zm. 1932) – rosyjski rewolucjonista, radziecki polityk, działacz partyjny.
Studiował w Instytucie Nauczycielskim w Petersburgu, prowadził aktywną działalność propagandową na rzecz rewolucji, skazany na zesłanie do guberni tomskiej. Od 1913 mieszkał w Wiernym (obecnie Ałmaty), gdzie pracował jako nauczyciel i równocześnie organizował podziemne kółka marksistowskie, latem 1915 został aresztowany i wysłany na front I wojny światowej. W marcu 1918 wrócił z frontu, wstąpił do RKP(b), włączył się w prace Rady w Wiernym, której wkrótce został przewodniczącym, później był przewodniczącym Rady Delegatów Robotniczych, Chłopskich i Żołnierskich, przewodniczącym Komitetu Miejskiego RKP(b) w Wiernym i przewodniczącym Rady Miejsko-Powiatowej. Delegat na VIII Zjazd RKP(b), 1921-1927 pracował w Ludowym Komisariacie Oświaty w Taszkencie, później mieszkał w Ałma-Acie.